# Drobný vodní tok
Drobný vodní tok je jeden z druhů vodních toků. Má přidělené jméno, číslo hydrologického pořádí a správce. Tyto údaje jsou uvedeny v Centrální evidence vodních toků. Na území ČR mají drobné vodní toky délku 86 553 km.[zdroj?]

## Správa drobných vodních toků
Správu drobných vodních toků nebo jejich ucelených úseků jsou na základě vodního zákona oprávněny vykonávat:
- obce, jejichž územím drobné vodní toky protékají,
- fyzické nebo právnické osoby, popřípadě organizační složky státu, jimž drobné vodní toky slouží nebo s jejichž činností souvisejí.

Správce určuje Ministerstvo zemědělství na základě žádosti. Většinu drobných vodních toků spravuje státní podnik Lesy České republiky. Část drobných vodních toků spravují státní podniky Povodí.